# Michal Suchánek
Michal Suchánek (ur. 29 lipca 1965 w Jiczynie) – czeski aktor, prezenter i komik.

## Życiorys
Ukończył  Konserwatorium w Pradze. Występował w wielu znanych teatrach, takich jak Národní divadlo i  Činoherní klub oraz w wielu filmach.
Jest scenarzystą i aktorem popularnego czeskiego i słowackiego programu telewizyjnego Tele Tele wraz ze swoim przyjacielem Richardem Genzerem.

## Filmografia
- 1974: Vodník a Zuzana (film telewizyjny)
- 1974: Pozdní léto (film telewizyjny)
- 1975: Brána k domovu  (film telewizyjny)
- 1976: Terezu bych kvůli žádné holce neopustil
- 1976: Šťastné a veselé  (film telewizyjny)
- 1978: Spadla z nebe  (serial telewizyjny)
- 1980: Jen si tak trochu písknout
- 1981: Katera  (film telewizyjny)
- 1982: O smelom krajčírikovi (film telewizyjny)
- 1982: Farba tvojich očí (film telewizyjny)
- 1983: Hrátky (film telewizyjny)
- 1983: Anička Jurkovičová (film telewizyjny)
- 1984: Sanitka (serial telewizyjny)
- 1984: Bambinot  (serial telewizyjny)
- 1986: Klobouk, měšec a láska (film telewizyjny)
- 1987: Zírej, holube! (Film telewizyjny)
- 1987: Sychravé království (film telewizyjny)
- 1987: Strom pohádek (serial telewizyjny)
- 1999: Policajti z předměstí (serial telewizyjny)
- 2016: Czerwony kapitan